# Берёзка (кинотеатр, Москва)
«Берёзка» — московский кинотеатр, достопримечательность Москвы и района Новогиреево, открывшийся 31 декабря 1962 года.

## Краткая история
Кинотеатр «Берёзка» был открыт 31 декабря 1962 года.
В марте 2006 года кинотеатр был закрыт на капитальный ремонт. Спустя семь лет был вновь открыт для работы. В церемонии открытия кинотеатра принимали участие депутат Мосгордумы Вера Степаненко, Борис Грачевский и Евгений Воскресенский. В кинотеатре появились бесплатный Wi-Fi, кружки и творческие студии, детский-развлекательный центр, зона с караоке и игровыми приставками, детское кафе и звуковое видео-проекционное оборудование 3D.
В 2018 году кинотеатр бесплатно показал фильмы в связи с днём города.[значимость факта?]